# Rab
Rab (lateinisch Arba, italienisch Arbe, deutsch Arbey) ist eine kroatische Insel in der nördlichen Adria. Sie gehört zur Gespanschaft Primorje-Gorski kotar in der Kvarner-Bucht.
Der Name kommt wahrscheinlich von dem illyrischen Wort Arb mit der Bedeutung „dunkel“ oder „grün bewaldet“.

## Geografie
Die Insel ist 22 Kilometer lang, hat eine Fläche von 91 Quadratkilometern und etwa 9500 Einwohner. Rab ist eine der Kvarner-Inseln in der Kvarner-Bucht. Nachbarinseln sind Krk, Pag, Cres und Dolin (unbewohnt).
Auf Rab herrscht ein Mittelmeerklima mit milden Wintern und mäßig warmen Sommermonaten. In den Wintermonaten sinkt die Temperatur selten unter Null. Die Gipfel des Velebit auf dem Festland sind dagegen im Winter oft mit Schnee bedeckt.
Der Boden ist überwiegend verkarstet. Über die ganze Insel erstrecken sich drei Bergrücken, der größte davon ist der Kamenjak. Er trennt die Halbinsel Lopar im Norden mit der gleichnamigen Ortschaft Lopar vom restlichen Teil der Insel. Auf der Halbinsel Kalifront im Westen mit einer immergrünen Flora befindet sich im südlichen Abschnitt der dichte Wald Dundo, einer der letzten Eichenwälder des Mittelmeerraums. Die Inseloberfläche ist zu etwa 49 Prozent von Wäldern bedeckt. Somit gehört die Insel Rab zu den waldreichsten Inseln Kroatiens.
Rab hat mehr als 300 Quellen, von denen einige auch zur Trinkwasserversorgung genutzt werden.

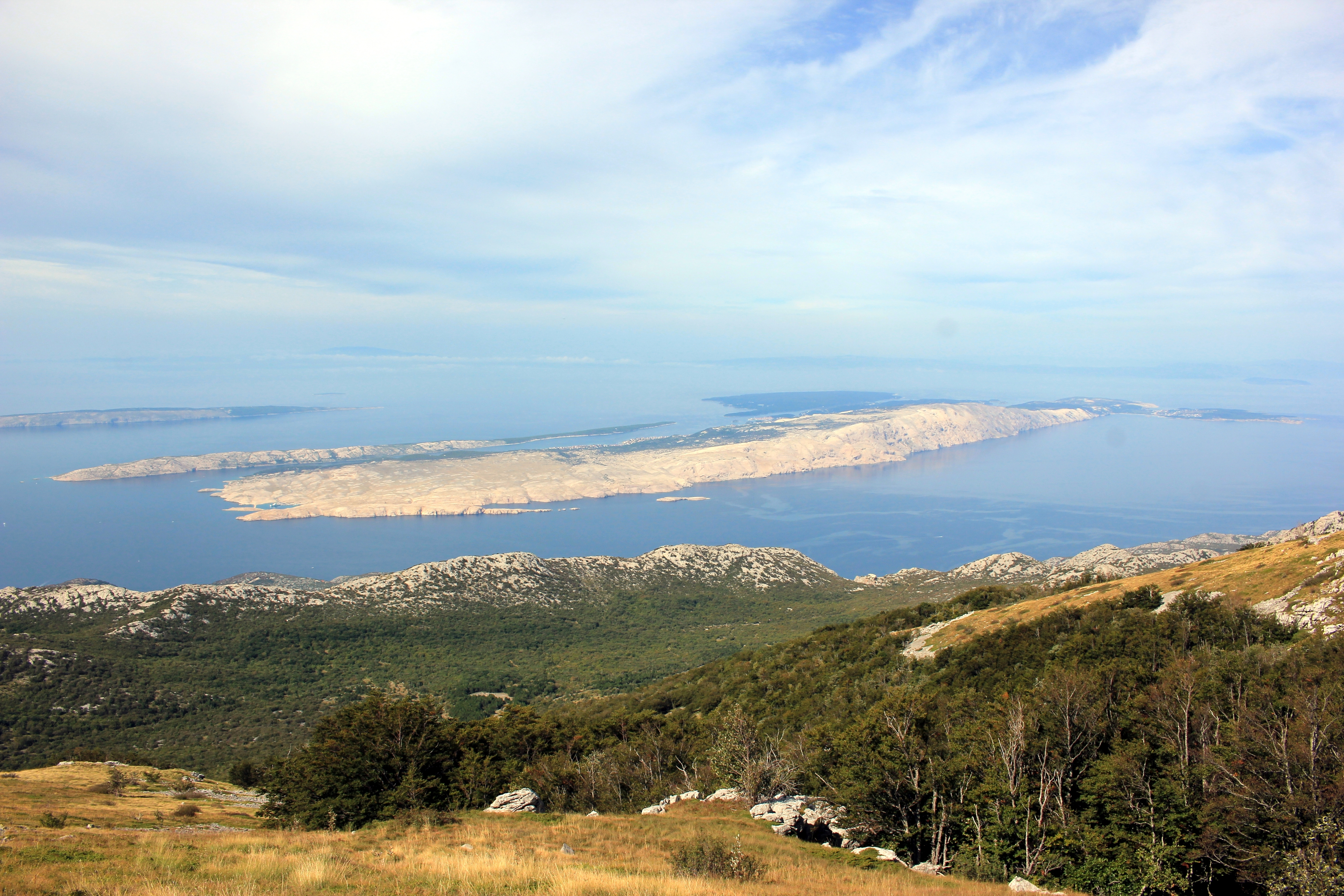
Blick vom Velebit auf die Insel
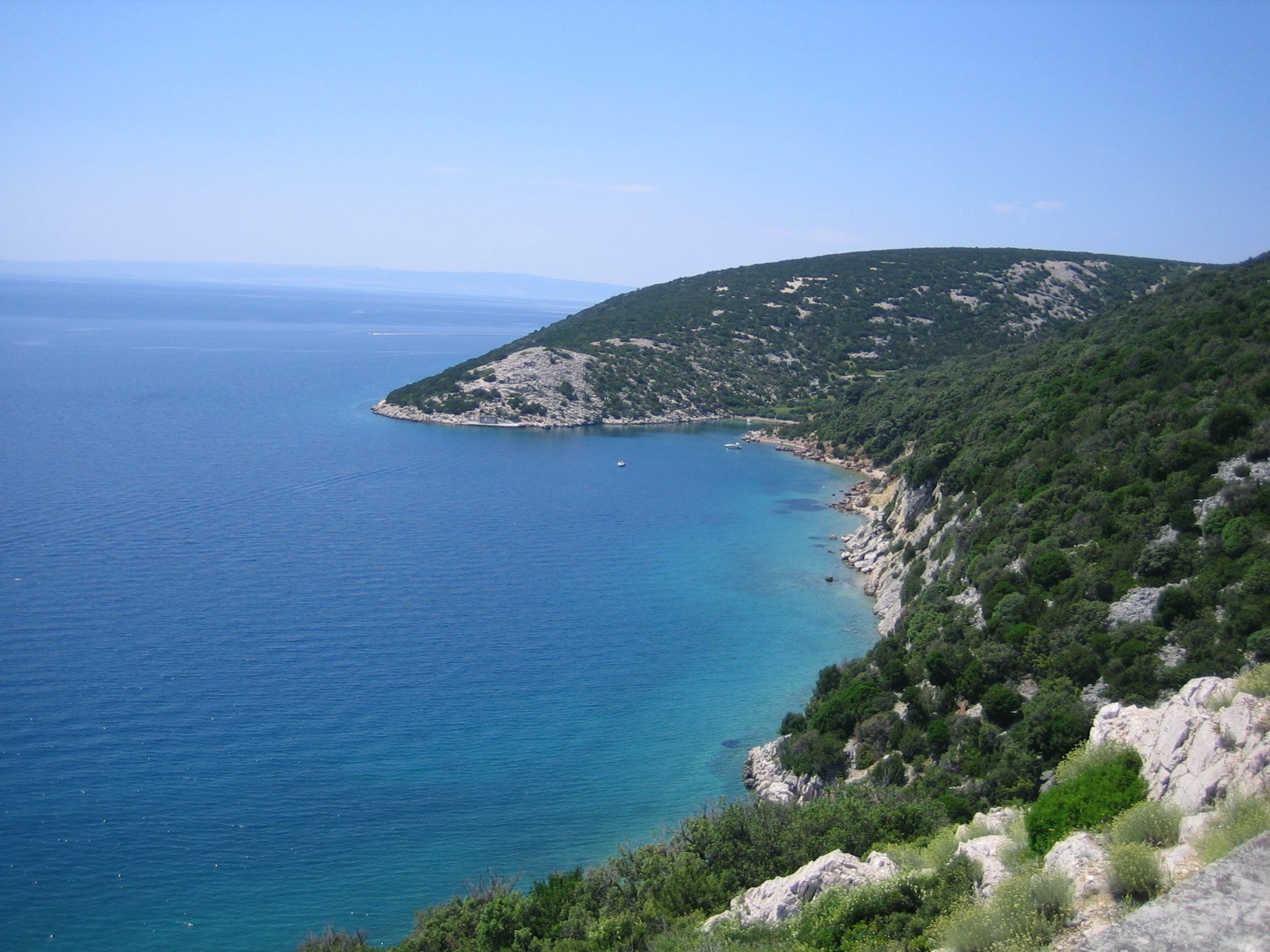
Typische Küstenlandschaft auf der Insel Rab
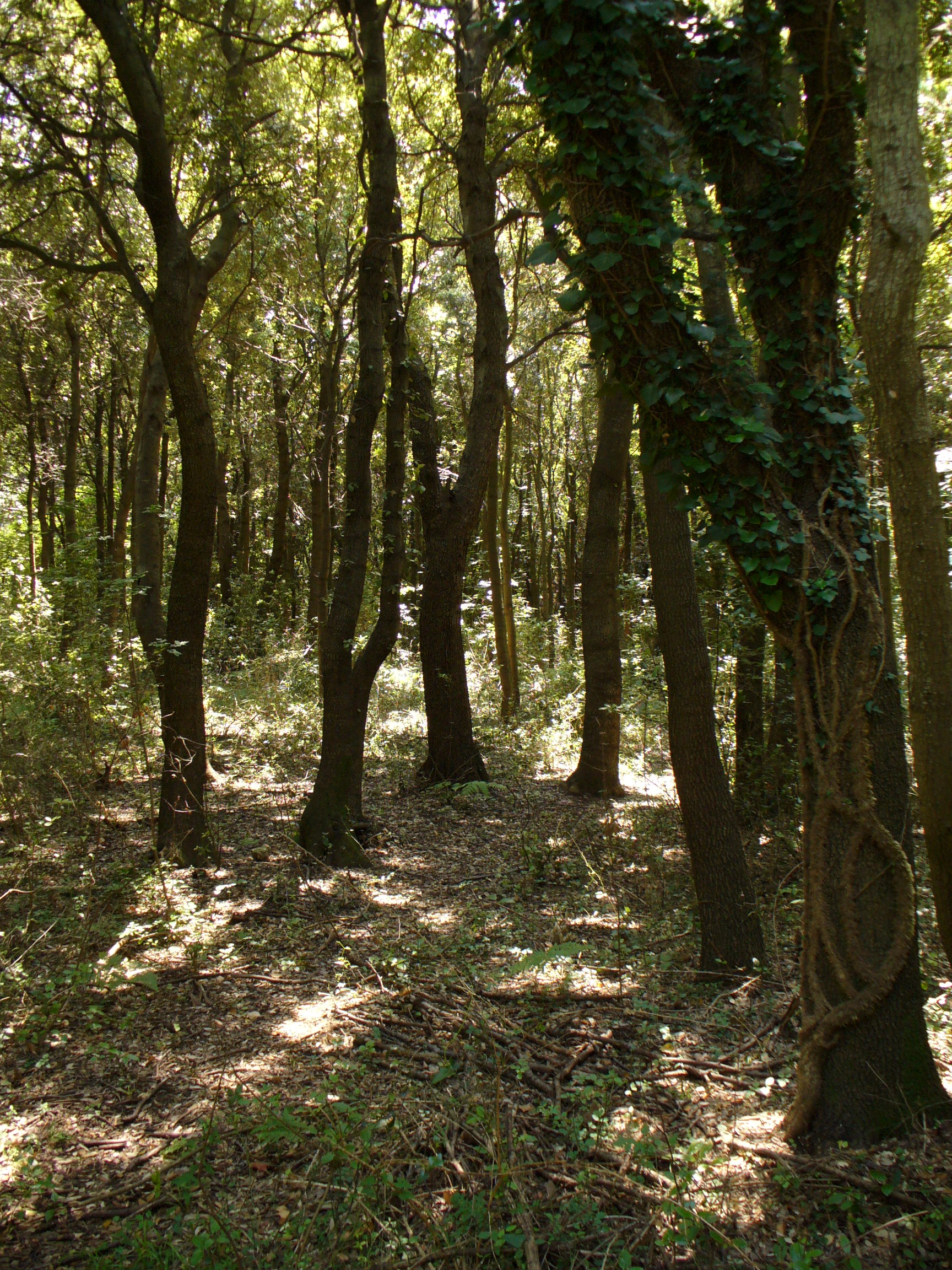
Der Wald auf der Halbinsel Kalifront
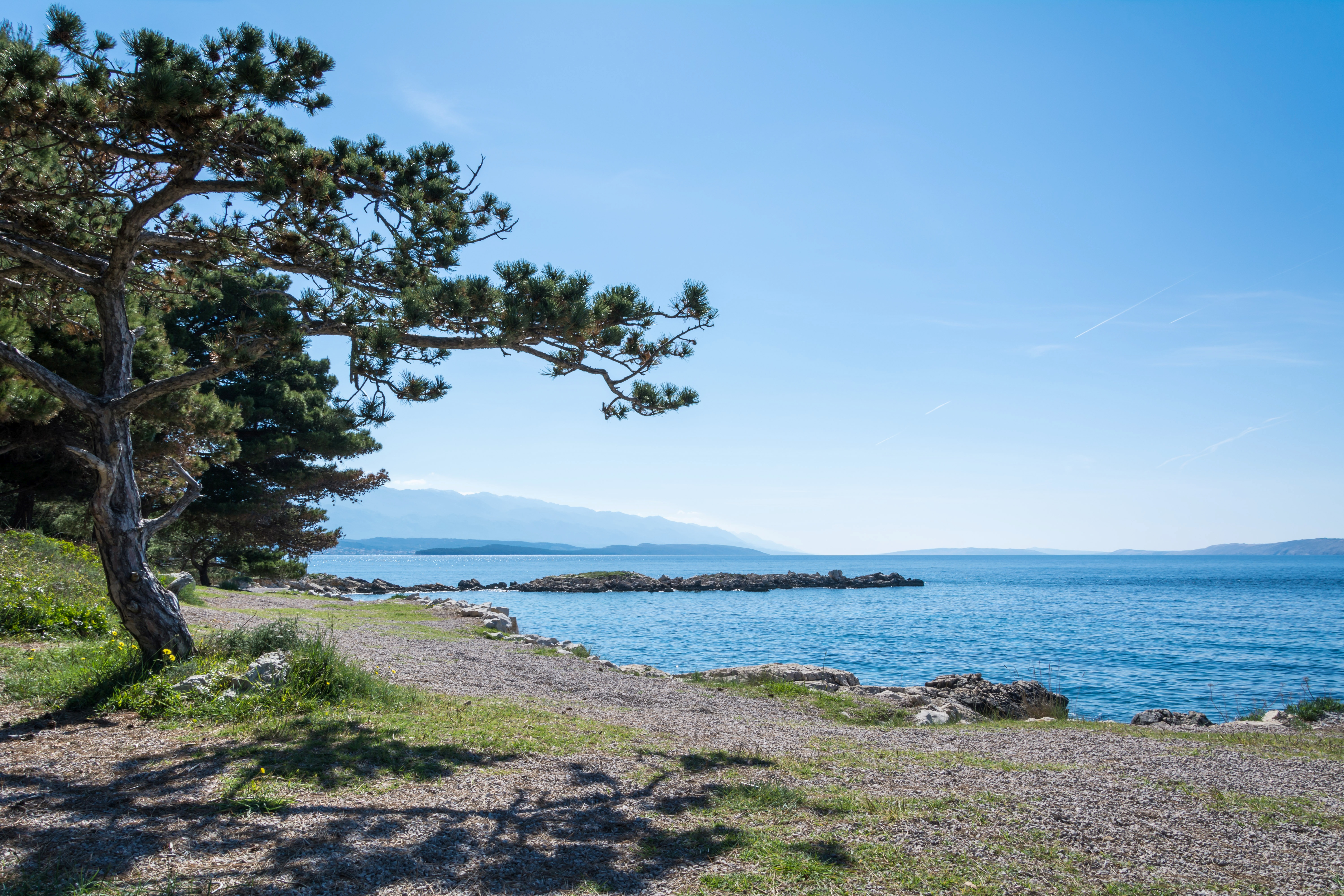
Der Strand von Suha punta
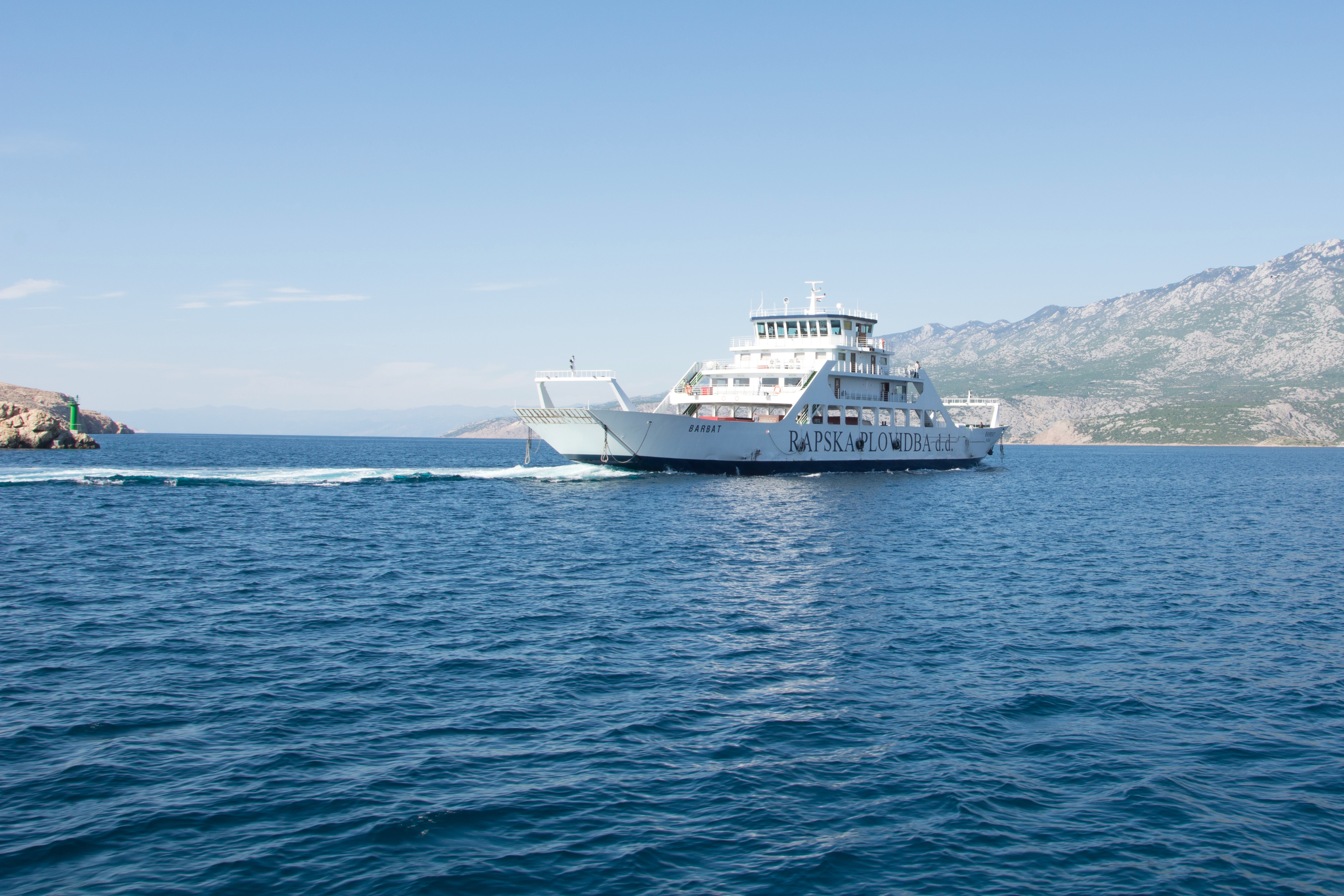
Rab ist mit der Fähre von Mišnjak nach Stinica mit dem Festland verbunden
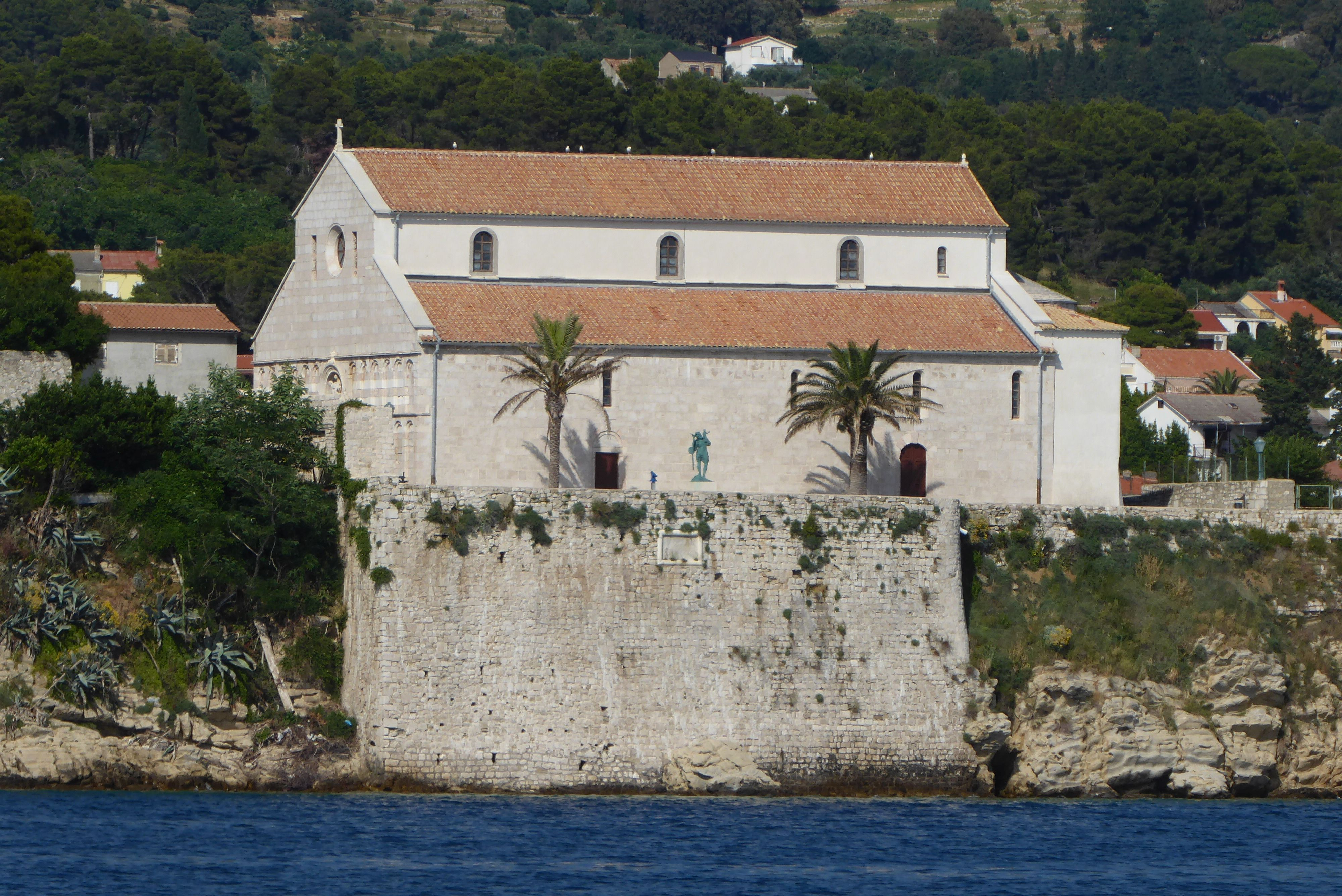
Ehemalige Kathedrale Uznesenja Blažene Djevice Marije in der Stadt Rab

## Geschichte

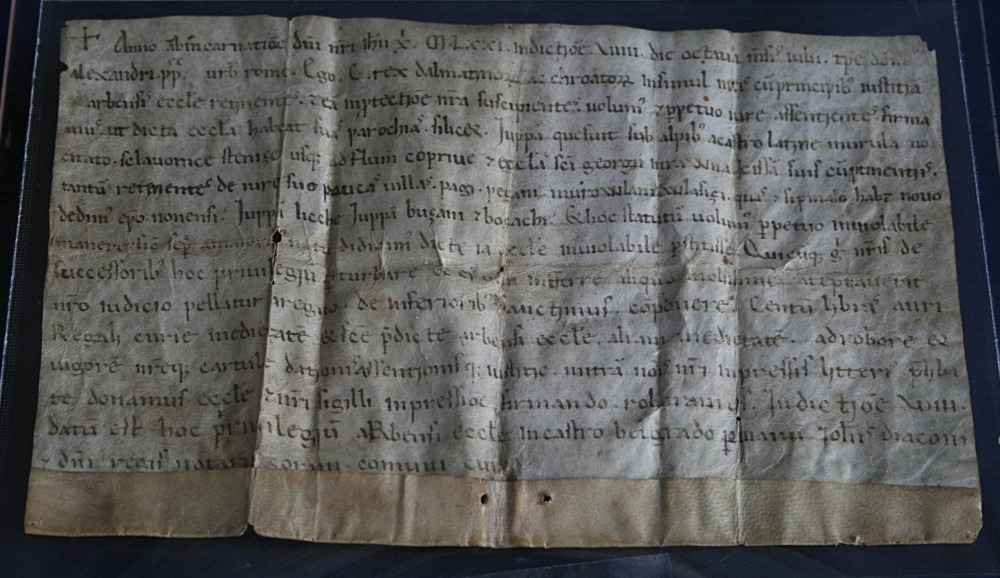
Schreiben König Krešimirs IV. vom 8. Juli 1071, verfasst auf Rab (HR-HDA-876-7)

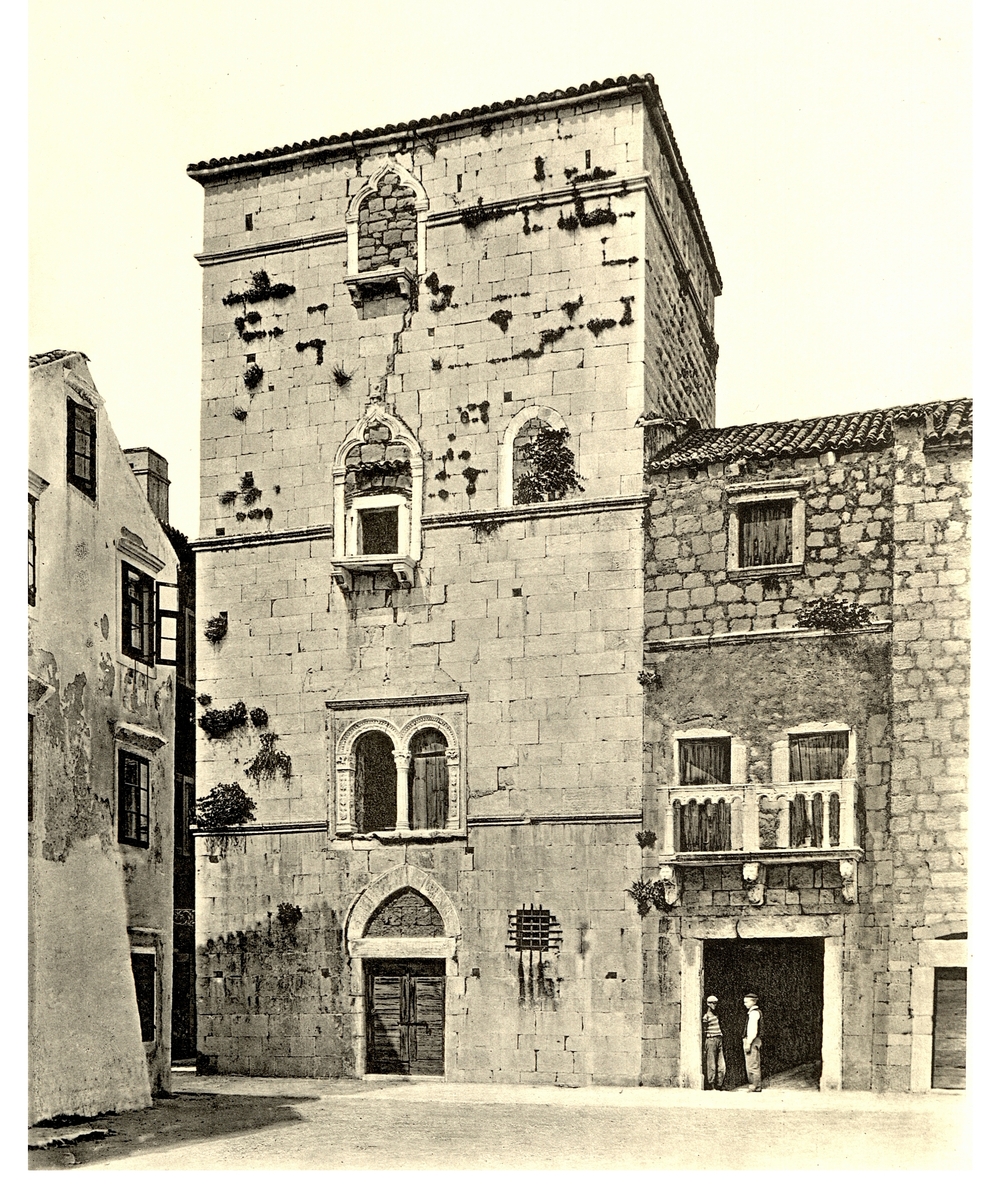
Venezianischer Palast, Anfang 20. Jahrhundert

Auf der Insel gab es bereits in der Steinzeit und der späteren Bronzezeit eine menschliche Besiedlung. In letzterer waren es Menschen, die den Illyrern zugerechnet werden, die Liburner. Diese kamen zunächst mit Griechen in Kontakt. Seit dem 3. Jahrhundert v. u. Z. wurde die Region Teil des Römischen Reiches. Im 2. Jahrhundert v. u. Z. befand sich auf der Insel Rab ein römischer Seefahrtsstützpunkt. Zur Zeit von Kaiser Augustus erhielt die Stadt Rab eine Stadtmauer und den Titel Municipium. Die früheste Erwähnung der Insel verweist auf das oppidum Arbe und stammt von Plinius im 1. Jahrhundert u. Z. Funde römischer Münzen und baulicher Fragmente in einigen Bauten belegen die umfassende Kultur während der Römerzeit.
Der Schutzpatron der Stadt und der Insel Rab ist der Heilige Christophorus, dessen Schädel als heilige Reliquie auf der Insel Rab aufbewahrt wird. Ihm zu Ehren finden alljährlich am Tag des Hl. Christophorus (27. Juli) die Ritterspiele, die Rabska Fjera, auf der Insel statt.
Marino, Steinmetz der Insel Rab, gründete der Legende nach im Jahre 301 San Marino, eine der ältesten Republiken in Europa.
1936 badete in einer Bucht mit ausdrücklicher Genehmigung der lokalen Behörden der damalige britische König und spätere Herzog von Windsor, Eduard VIII., mit seiner Geliebten und späteren Gemahlin Wallis Simpson nackt im Meer.
Während der Zeit des italienischen Faschismus wurde von Italien auf der Insel ein Konzentrationslager betrieben. 1942 begannen die Italiener damit, Slowenen in Lagern einzusperren. Für Istrien war vor allem das Lager auf der Insel Rab zuständig, wohin auch etwa 3.000 Juden deportiert wurden. Von diesen konnten im August 1943 durch Partisanen 2.500 befreit werden.
Nach dem Zerfall Jugoslawiens wurde die Insel Bestandteil des unabhängigen Kroatien.

## Gemeinden und Ortschaften auf Rab
Rab ist auch der Name der schon seit vorchristlicher Zeit bestehenden Hafenstadt an der Südwestküste der Insel. Die Stadt hat 7957 Einwohner und liegt auf der schmalen Halbinsel zwischen der Bucht Sv. Eufemija und dem Hafen von Rab. Administrativ zur Gemeinde Rab gehören die Ortschaften Barbat, Banjol, Kampor, Mundanije, Palit und Supetarska Draga. Der nördlichste Ort Lopar bildet eine eigene Gemeinde.

## Verkehr
Die Insel Rab ist mit zwei Fährlinien erreichbar, die auch Autos transportieren: vom Küstenort Stinica (bis zum 3. Juli 2012 Jablanac) mit der Fähre der Gesellschaft Rapska-Plovidba nach Mišnjak (15 Minuten), oder vom Hafen Valbiska auf der Insel Krk nach Lopar (1 Stunde und 30 Minuten). Die Anreise mit dem Schiff von Rijeka (1 Stunde und 45 Minuten) oder Novalja von der südlicheren Insel Pag (45 Minuten) mit dem Katamaran ist nur ohne PKW möglich.

## Sonstiges
Die Raber Torte stammt von der Insel Rab.